# Menhir von Kermarquer

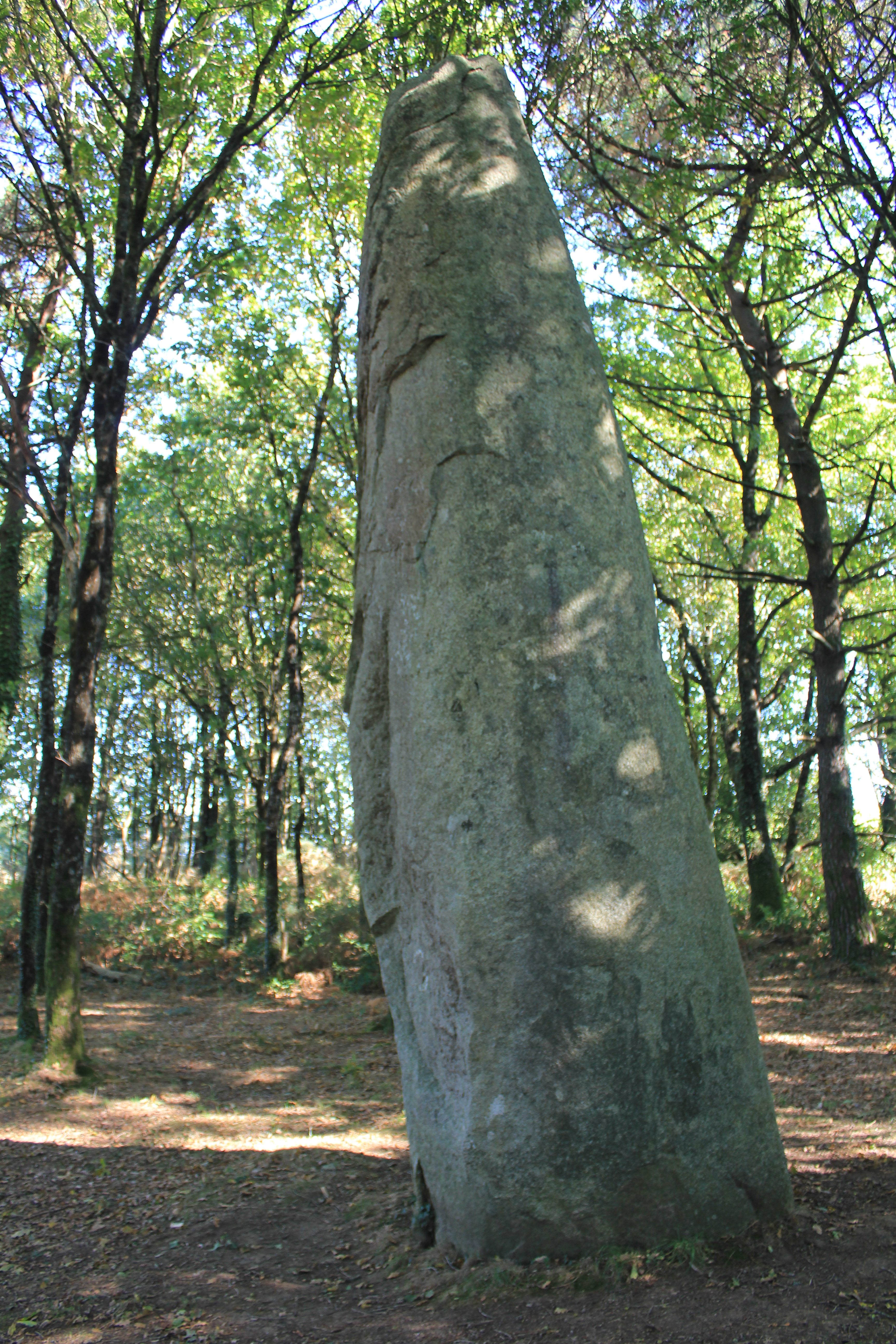
Menhir von Kermarquer

Der Menhir von Kermarquer (auch Menhir de Men-Bras-de-Kermaquer oder Grand Menhir de Kermarquer genannt) steht in einem Wald etwa 270 m südlich des Weilers Kermarquer-la-Lande und 470 m westlich des Weilers Kerara, südwestlich von Moustoir-Ac, westlich von Colpo im Département Morbihan in der Bretagne in Frankreich.
Er stammt aus dem Neolithikum und ist der höchste stehende Menhir im Morbihan. Der Menhir ist etwa 6,8 m hoch, seine Oberseite ist zu einer Seite hin leicht abfallend. Im Streiflicht sichtbare Gravuren, die Äxte und Báculos darstellen, zieren drei seiner Seiten.
Der Menhir ist seit 1924 als Monument historique klassifiziert. 
In der Nähe liegt ein 1,8 m hoher Menhir der mehrere Schälchen trägt. Etwa 300 m südwestlich befindet sich der über 3,65 m hohe Menhir von Kerara.